# Мольнар, Левенте
Левенте Мольнар (венг. Molnár Levente; род. 10 марта 1976 года, Бая-Маре, Румыния) — венгерский актёр румынского происхождения.

## Биография
В 1990—1995 годах Левенте Мольнар учился в педагогическом училище в городе Бая-Маре. В 1997 году стал актёром «Figura Studio» в Георгени. В 1998—2002 годах учился в университете Бабеш-Бойяи на театральном отделении факультета искусств в группе Андраша Хатхази.
После окончания учёбы Левенте стал работать в Венгерском театре Клужа. В 2002 и 2003 годах принимал участие в хореографических спектаклях в Музыкальной академии Георге Димы. С 2003 года он является преподавателем в Университете театрального искусства. В 2008 году Левенте создал собственное агентство по отбору актёров.
Левенте Мольнар постоянно принимает участие в различных танцевальных, театральных и художественных мероприятиях. Он свободно говорит на венгерском и румынском языках, хорошо знает английский и немного понимает по-немецки. Рост актёра — 178 см.
Одной из заметных ролей Мольнара стала роль Абрахама в фильме Ласло Немеша «Сын Саула». Этот фильм, главную роль в котором сыграл Геза Рёриг, получил «Гран-при» Каннского кинофестиваля (май 2015 года) и премию «Оскар» за лучший фильм на иностранном языке (февраль 2016 года).

## Фильмография
| Год  | Название                                 | Персонаж                       |
| ---- | ---------------------------------------- | ------------------------------ |
| 2002 | Tetemre hívás (короткометражка)          |                                |
| 2002 | Бильярд                                  |                                |
| 2002 | Серебро                                  |                                |
| 2003 | Любой подаренный отец (короткометражка)  |                                |
| 2009 | Parttalan (короткометражка)              | Флореа                         |
| 2010 | Завтра утром                             | Овидиу, полицейский на границе |
| 2011 | Радио (короткометражка)                  | отец                           |
| 2012 | Кровные братья делятся всем              |                                |
| 2012 | Другое Рождество (короткометражка)       | шурин                          |
| 2013 | Гавайи (короткометражка)                 |                                |
| 2013 | Одиннадцать фрагментов (короткометражка) |                                |
| 2015 | Дорогая мама                             | Пишта                          |
| 2015 | Сын Саула                                | Абрахам                        |
| 2018 | Закат                                    | Гаспар                         |